# Alessandro Rosi

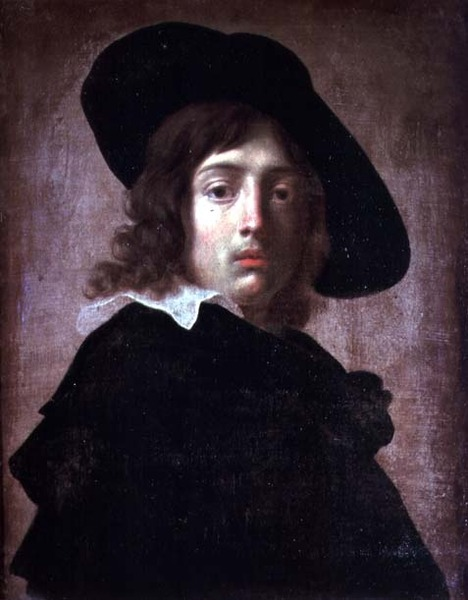
Autorretrato de Alessandro Rosi.

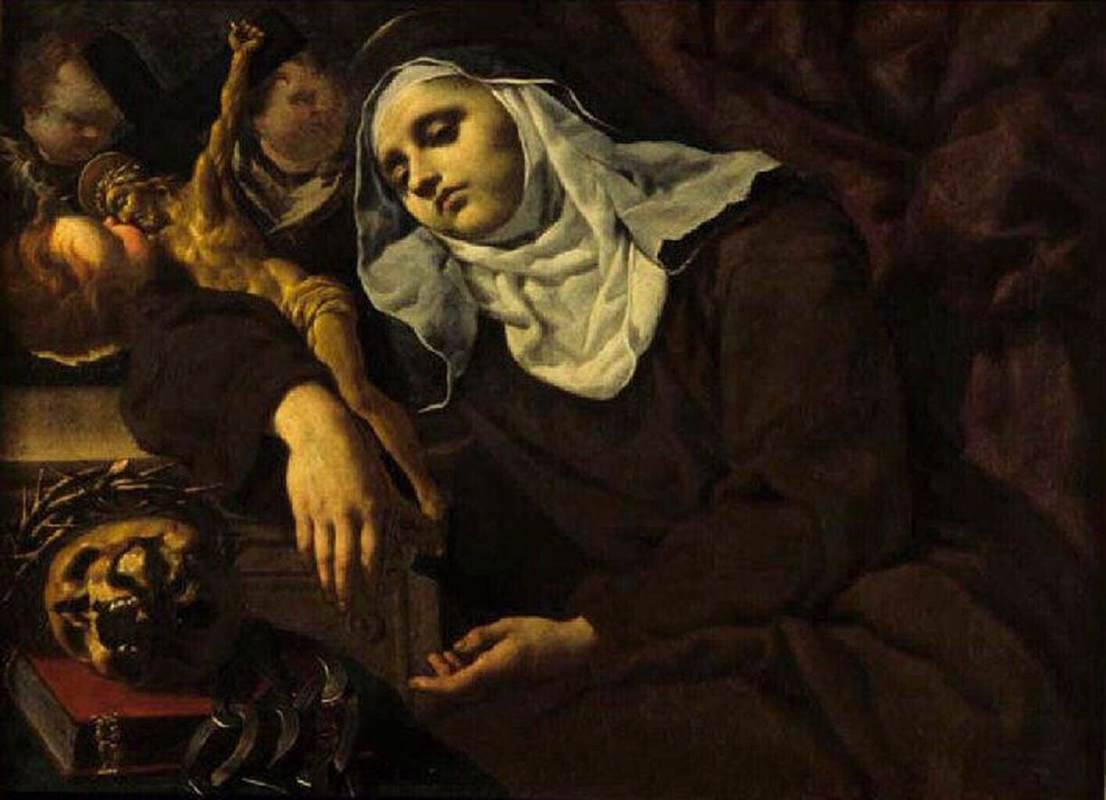
Extasis de Santa María Magdalena de'Pazzi, Museo de Chambéry.

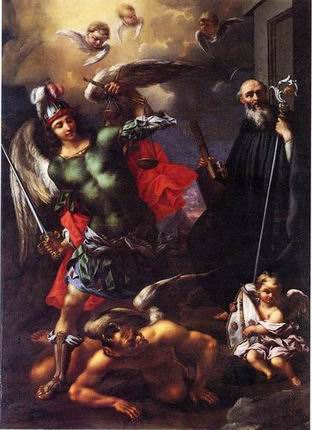
San Benito y San Miguel arcánge, San Clemente, Prato.

Alessandro Rosi (Rovezzano, 28 de diciembre de 1627 - Florencia, 19 de abril de 1697) fue un pintor italiano, que vivió y trabajó durante el barroco.

## Biografía
Se formó en el taller de Jacopo Vignali y también en el de Cesare Dandini, junto a otros jóvenes artistas florentinos, como Carlo Dolci. Parece que realizó un viaje de estudios a Roma, donde conoció la obra de Simon Vouet y Giovanni Lanfranco. En sus primeras obras se observa la influencia de su maestro Dandini, sobre todo en el tratamiento de los paños, a los que siempre prestó una gran atención. Su biógrafio Baldinucci lo describe como artista de temperamento extravagante. Rosi gozó de la protección de algunas de las más importantes familias florentinas de la época, como los Corsini o los Rinuccini, para los cuales emprendió grandes proyectos decorativos. También realizó una serie de diez diseños para tapices por encargo del gran duque Cosme III de Médici. Su obra ha experimentado una re-valorización por parte de la crítica en los últimos años, tras varios siglos de olvido. Su discípulo más destacado fue Alessandro Gherardini.

## Obras destacadas
- Santa con ángel niño (1646, Colección particular)
- Frescos del Palazzo Corsini (1650-1653, Florencia), junto al quadraturista Bartolomeo Neri.
- Autorretrato (c. 1660, Uffizi, Florencia)
- San Benito y San Miguel arcángel (1665, San Clemente, Prato)
- Extasis de Santa María Magdalena de'Pazzi (c. 1669, Musée des Beaux-Arts, Chambéry)
- Extasis de Santa María Magdalena de'Pazzi (Colección particular)
- Angeles músicos (1671, Santissima Annunziata, Florencia), fresco.
- Adoración de los Reyes Magos (Colección particular, Florencia)
- Muerte de Cleopatra (c. 1685, Colección particular)
- Moisés y la hija de Jetro (Cassa Risparmio, Prato)
- Moisés y el agua de la roca (Cassa Risparmio, Prato)
- Aparición de la Virgen a San Isidro y San Antonio Abad (Santa Maria e San Bartolomeo a Padule, Sesto Fiorentino)
- Ceres (Museo Cristiano, Esztergom)
- Milagro de Santa Catalina de Siena (Santa Maria, Cascina)
- Escena de brujería (Colección privada, Florencia)
- El ángel y Agar (Colección particular)
- Virgen con ángel y cesto de fruta (Colección particular)
- San Jerónimo (Colección particular)
- Santa Apolonia (Colección particular)
- Incredulidad de Santo Tomás (Colección particular)
- Santa Lucía (paradero desconocido)
- Santa Margarita (Colección Luzzetti, Florencia)
- Santa Cecilia (paradero desconocido)
- Santa Cristina (San Michele Arcangelo, Passignano)